# MoveThatBlock.com Indy 225 de 2011
O MoveThatBlock.com Indy 225 de 2011 foi a décima segunda corrida da temporada de 2011 da IndyCar Series. A corrida foi disputada no dia 14 de agosto no New Hampshire Motor Speedway, localizado na cidade de Loudon, Nova Hampshire. O vencedor foi o estadunidense Ryan Hunter-Reay, da equipe Andretti Autosport.

## Pilotos e Equipes
| Nº | Piloto                 | Equipe                         | Chassis | Motor | Pneu |
| -- | ---------------------- | ------------------------------ | ------- | ----- | ---- |
| 2  | Oriol Servià           | Newman/Haas Racing             | Dallara | Honda | F    |
| 3  | Hélio Castroneves      | Team Penske                    | Dallara | Honda | F    |
| 4  | J. R. Hildebrand (R)   | Panther Racing                 | Dallara | Honda | F    |
| 5  | Takuma Sato            | KV Racing Technology - Lotus   | Dallara | Honda | F    |
| 6  | Ryan Briscoe           | Team Penske                    | Dallara | Honda | F    |
| 06 | James Hinchcliffe (R)  | Newman/Haas Racing             | Dallara | Honda | F    |
| 7  | Danica Patrick         | Andretti Autosport             | Dallara | Honda | F    |
| 8  | Paul Tracy             | Dragon Racing                  | Dallara | Honda | F    |
| 9  | Scott Dixon            | Chip Ganassi Racing            | Dallara | Honda | F    |
| 10 | Dario Franchitti       | Chip Ganassi Racing            | Dallara | Honda | F    |
| 12 | Will Power             | Team Penske                    | Dallara | Honda | F    |
| 14 | Vitor Meira            | A. J. Foyt Enterprises         | Dallara | Honda | F    |
| 18 | James Jakes (R)        | Dale Coyne Racing              | Dallara | Honda | F    |
| 19 | Alex Lloyd             | Dale Coyne Racing              | Dallara | Honda | F    |
| 22 | Tomas Scheckter        | Dreyer & Reinbold Racing       | Dallara | Honda | F    |
| 24 | Ana Beatriz (R)        | Dreyer & Reinbold Racing       | Dallara | Honda | F    |
| 26 | Marco Andretti         | Andretti Autosport             | Dallara | Honda | F    |
| 27 | Mike Conway            | Andretti Autosport             | Dallara | Honda | F    |
| 28 | Ryan Hunter-Reay       | Andretti Autosport             | Dallara | Honda | F    |
| 30 | Pippa Mann (R)         | Rahal Letterman Lanigan Racing | Dallara | Honda | F    |
| 34 | Sebastian Saavedra (R) | Conquest Racing                | Dallara | Honda | F    |
| 38 | Graham Rahal           | Chip Ganassi Racing            | Dallara | Honda | F    |
| 59 | E. J. Viso             | KV Racing Technology - Lotus   | Dallara | Honda | F    |
| 67 | Ed Carpenter           | Sarah Fisher Racing            | Dallara | Honda | F    |
| 77 | Alex Tagliani          | Sam Schmidt Motorsports        | Dallara | Honda | F    |
| 78 | Simona de Silvestro    | HVM Racing                     | Dallara | Honda | F    |
| 82 | Tony Kanaan            | KV Racing Technology - Lotus   | Dallara | Honda | F    |
| 83 | Charlie Kimball (R)    | Chip Ganassi Racing            | Dallara | Honda | F    |

- (R) - Rookie

## Resultados

### Treino classificatório
| 1                          | 10 | Dario Franchitti       | Chip Ganassi Racing            | 21.6008 | 21.5968 | 43.1976   |
| 2                          | 2  | Oriol Servià           | Newman/Haas Racing             | 21.7374 | 21.7175 | 43.4549   |
| 3                          | 82 | Tony Kanaan            | KV Racing Technology - Lotus   | 21.7417 | 21.7473 | 43.4890   |
| 4                          | 06 | James Hinchcliffe (R)  | Newman/Haas Racing             | 21.7476 | 21.7692 | 43.5168   |
| 5                          | 28 | Ryan Hunter-Reay       | Andretti Autosport             | 21.7481 | 21.7738 | 43.5219   |
| 6                          | 6  | Ryan Briscoe           | Team Penske                    | 21.7978 | 21.7546 | 43.5524   |
| 7                          | 9  | Scott Dixon            | Chip Ganassi Racing            | 21.8215 | 21.8176 | 43.6391   |
| 8                          | 5  | Takuma Sato            | KV Racing Technology - Lotus   | 21.8201 | 21.8372 | 43.6573   |
| 9                          | 3  | Hélio Castroneves      | Team Penske                    | 21.8755 | 21.8226 | 43.6981   |
| 10                         | 83 | Charlie Kimball (R)    | Chip Ganassi Racing            | 21.9488 | 21.8667 | 43.8155   |
| 11                         | 4  | J. R. Hildebrand (R)   | Panther Racing                 | 22.0255 | 21.8909 | 43.9164   |
| 12                         | 27 | Mike Conway            | Andretti Autosport             | 21.9883 | 21.9789 | 43.9672   |
| 13                         | 12 | Will Power             | Team Penske                    | 22.1838 | 22.0048 | 44.1886   |
| 14                         | 19 | Alex Lloyd             | Dale Coyne Racing              | 22.1818 | 22.0424 | 44.2242   |
| 15                         | 7  | Danica Patrick         | Andretti Autosport             | 22.1790 | 22.0566 | 44.2356   |
| 16                         | 77 | Alex Tagliani          | Sam Schmidt Motorsports        | 22.1499 | 22.0922 | 44.2421   |
| 17                         | 59 | E. J. Viso             | KV Racing Technology - Lotus   | 22.2031 | 22.1117 | 44.3148   |
| 18                         | 22 | Tomas Scheckter        | Dreyer & Reinbold Racing       | 22.1879 | 22.1682 | 44.3561   |
| 19                         | 14 | Vitor Meira            | A. J. Foyt Enterprises         | 22.1255 | 22.2646 | 44.3901   |
| 20                         | 18 | James Jakes (R)        | Dale Coyne Racing              | 22.3455 | 22.3101 | 44.6556   |
| 21                         | 24 | Ana Beatriz (R)        | Dreyer & Reinbold Racing       | 22.5810 | 22.1577 | 44.7387   |
| 22                         | 26 | Marco Andretti         | Andretti Autosport             | 22.4444 | 22.3583 | 44.8027   |
| 23                         | 38 | Graham Rahal           | Chip Ganassi Racing            | 22.7185 | 22.3320 | 45.0505   |
| 24                         | 34 | Sebastian Saavedra (R) | Conquest Racing                | 22.7469 | 22.7286 | 45.4755   |
| 25                         | 67 | Ed Carpenter           | Sarah Fisher Racing            | 22.9183 | 22.7121 | 45.6304   |
| 26                         | 78 | Simona de Silvestro    | HVM Racing                     | 23.5694 | 23.3064 | 46.8758   |
| 27                         | 30 | Pippa Mann (R)         | Rahal Letterman Lanigan Racing | —       | —       | sem tempo |
| Relatório[ligação inativa] |    |                        |                                |         |         |           |

- (R) - Rookie

### Corrida
| Pos                        | Nº | Piloto                 | Equipe                         | Voltas | Tempo        | Largada | Voltas na Liderança | Pontos |
| -------------------------- | -- | ---------------------- | ------------------------------ | ------ | ------------ | ------- | ------------------- | ------ |
| 1                          | 28 | Ryan Hunter-Reay       | Andretti Autosport             | 215    | 1:58:01.5843 | 5       | 71                  | 50     |
| 2                          | 2  | Oriol Servià           | Newman/Haas Racing             | 215    | +0.2361      | 2       | 0                   | 40     |
| 3                          | 9  | Scott Dixon            | Chip Ganassi Racing            | 215    | +1.4839      | 7       | 2                   | 35     |
| 4                          | 06 | James Hinchcliffe (R)  | Newman/Haas Racing             | 215    | +2.1750      | 4       | 0                   | 32     |
| 5                          | 12 | Will Power             | Team Penske                    | 215    | +2.8250      | 13      | 12                  | 30     |
| 6                          | 7  | Danica Patrick         | Andretti Autosport             | 215    | +3.6173      | 15      | 0                   | 28     |
| 7                          | 5  | Takuma Sato            | KV Racing Technology - Lotus   | 215    | +4.1174      | 8       | 13                  | 26     |
| 8                          | 6  | Ryan Briscoe           | Team Penske                    | 214    | +1 volta     | 6       | 2                   | 24     |
| 9                          | 83 | Charlie Kimball (R)    | Chip Ganassi Racing            | 213    | +2 voltas    | 0       | 0                   | 22     |
| 10                         | 14 | Vitor Meira            | A.J. Foyt Enterprises          | 212    | +3 voltas    | 19      | 0                   | 20     |
| 11                         | 67 | Ed Carpenter           | Sarah Fisher Racing            | 212    | +3 voltas    | 25      | 0                   | 19     |
| 12                         | 59 | E. J. Viso             | KV Racing Technology - Lotus   | 212    | +3 voltas    | 17      | 0                   | 18     |
| 13                         | 19 | Alex Lloyd             | Dale Coyne Racing              | 211    | +4 voltas    | 14      | 0                   | 17     |
| 14                         | 24 | Ana Beatriz (R)        | Dreyer & Reinbold Racing       | 210    | +5 voltas    | 21      | 0                   | 16     |
| 15                         | 34 | Sebastian Saavedra (R) | Conquest Racing                | 210    | +5 voltas    | 24      | 0                   | 15     |
| 16                         | 78 | Simona de Silvestro    | HVM Racing                     | 209    | +6 voltas    | 26      | 0                   | 14     |
| 17                         | 3  | Hélio Castroneves      | Team Penske                    | 202    | +13 voltas   | 9       | 0                   | 13     |
| 18                         | 18 | James Jakes (R)        | Dale Coyne Racing              | 176    | Mecânico     | 20      | 0                   | 12     |
| 19                         | 77 | Alex Tagliani          | Sam Schmidt Motorsports        | 137    | Mecânico     | 16      | 0                   | 12     |
| 20                         | 10 | Dario Franchitti       | Chip Ganassi Racing            | 118    | Contato      | 1       | 115                 | 15     |
| 21                         | 4  | J. R. Hildebrand (R)   | Panther Racing                 | 118    | Contato      | 11      | 0                   | 12     |
| 22                         | 82 | Tony Kanaan            | KV Racing Technology - Lotus   | 109    | Contato      | 3       | 0                   | 12     |
| 23                         | 22 | Tomas Scheckter        | Dreyer & Reinbold Racing       | 109    | Contato      | 18      | 0                   | 12     |
| 24                         | 26 | Marco Andretti         | Andretti Autosport             | 109    | Contato      | 22      | 0                   | 15     |
| 25                         | 27 | Mike Conway            | Andretti Autosport             | 0      | Contato      | 12      | 0                   | 10     |
| 26                         | 38 | Graham Rahal           | Chip Ganassi Racing            | 0      | Contato      | 23      | 0                   | 10     |
| 27                         | 30 | Pippa Mann (R)         | Rahal Letterman Lanigan Racing | 0      | Não largou   | 27      | 0                   | 5      |
| Relatório[ligação inativa] |    |                        |                                |        |              |         |                     |        |

- (R) - Rookie

## Tabela do campeonato após a corrida
Observe que somente as dez primeiras posições estão incluídas na tabela.
| Pos | Var     | Piloto           | Pontos |
| --- | ------- | ---------------- | ------ |
| 1   | Estável | Dario Franchitti | 443    |
| 2   | Estável | Will Power       | 396    |
| 3   | Estável | Scott Dixon      | 370    |
| 4   | Aumento | Oriol Servià     | 310    |
| 5   | Baixa   | Tony Kanaan      | 295    |

| Pos | Var     | Piloto           | Pontos |
| --- | ------- | ---------------- | ------ |
| 6   | Aumento | Ryan Briscoe     | 277    |
| 7   | Baixa   | Marco Andretti   | 270    |
| 8   | Aumento | Ryan Hunter-Reay | 261    |
| 9   | Baixa   | Graham Rahal     | 240    |
| 10  | Aumento | Takuma Sato      | 238    |